# 尼娜·奥斯塔宁娜
尼娜·亚历山德罗芙娜·奥斯塔宁娜（羅馬化：Nina Aleksandrovna Ostanina；1955年12月26日—），她的姓氏也译作奥斯塔尼娜，是俄罗斯政治人物、第三届至第八届国家杜马议员。
她曾担任克麦罗沃地区共产党组织书记。

## 生平
1997年，她作为克麦罗沃州州长候选人，在俄罗斯州长选举中落选。
她在2016年俄罗斯国家杜马选举中竞选鲁布佐夫斯克选区，但未能成功。
2022年7月，她共同发起了一项法案，禁止“否认家庭价值观”和宣扬“非传统性取向”。在接受采访时，她进一步表示，“传统家庭是男人和女人的结合，是孩子，是多代同堂的家庭。”

### 制裁
奥斯塔宁娜于2022年因俄乌战争而受到美国财政部和英国政府制裁。